# Psaenythia bizonata
Psaenythia bizonata är en biart som beskrevs av Heinrich Friese 1908. Psaenythia bizonata ingår i släktet Psaenythia och familjen grävbin. Inga underarter finns listade i Catalogue of Life.